# فيك ديكنسون
فيك ديكنسون (بالإنجليزية: Vic Dickenson)‏ هو عازف جاز أمريكي، ولد في 6 أغسطس 1906 في زينيا في الولايات المتحدة، وتوفي في 16 نوفمبر 1984 في نيويورك في الولايات المتحدة.

## وصلات خارجية
- فيك ديكنسون على موقع IMDb (الإنجليزية)
- فيك ديكنسون على موقع ميوزك برينز (الإنجليزية)
- فيك ديكنسون على موقع أول ميوزيك (الإنجليزية)
- فيك ديكنسون على موقع ديسكوغز (الإنجليزية)